# Şulbinka
Şulbinka (Kazachs: Шульбинка, ook geschreven als Shulbinka) is een archeologische site uit het laatpaleolithicum in Kazachstan. Ontdekt in 1983 door de archeologische expeditie Şulbinka van het Instituut voor Geschiedenis, Archeologie en Etnografie van de Kazachse Academie van Wetenschappen onder leiding van Jäken Taimağambetov. De site bevond zich op een rivierterras nabij de monding van de Şulbinka in de Irtysj. 
Tijdens de opgravingen werden verschillende haardlocaties geïdentificeerd. Het aantal gevonden stenen werktuigen bedroeg enkele duizenden. Onder de stenen werktuigen bevonden zich vele soorten schrabbers, stekers, afslagen en beitels. 
Na de aanleg van het Şulbinka-stuwmeer in 1989 ligt de site onder water.
Volgens de oorspronkelijke onderzoekers vestigden mensen zich hier voor het eerst in tijdens het Moustérien, en vervolgens aan het begin van het laatpaleolithicum en mesolithicum. Recent onderzoek aan de gevonden artefacten toonde echter dat de drie beschreven horizonten alle toegeschreven kunnen worden aan de eindperiode van het laatpaleolithicum, ca. 13-12.000 BP.